# Kanton Damville
Kanton Damville (fr. Canton de Damville) je francouzský kanton v departementu Eure v regionu Horní Normandie. Skládá se ze 16 obcí.

## Obce kantonu
- Avrilly
- Buis-sur-Damville
- Chanteloup
- Corneuil
- Damville
- Les Essarts
- Gouville
- Grandvilliers
- L'Hosmes
- Manthelon
- Roman
- Le Roncenay-Authenay
- Le Sacq
- Sylvains-les-Moulins
- Thomer-la-Sôgne
- Villalet